# Новоолександрівка (Скадовський район)
Новоолекса́ндрівка — село в Україні, у Каланчацькій селищній громаді Скадовського району Херсонської області. Населення становить 1316 осіб.
24 лютого 2022 року село тимчасово окуповане російськими військами під час російсько-української війни.

## Населення
Згідно з переписом УРСР 1989 року чисельність наявного населення села становила 1292 особи, з яких 639 чоловіків та 653 жінки.
За переписом населення України 2001 року в селі мешкало 1290 осіб.

### Мова
Розподіл населення за рідною мовою за даними перепису 2001 року:
| Мова       | Відсоток |
| ---------- | -------- |
| українська | 61,02 %  |
| російська  | 38,07 %  |
| молдовська | 0,38 %   |
| гагаузька  | 0,08 %   |
| німецька   | 0,08 %   |
| інші       | 0,37 %   |